# Agent 6
Agent 6 ist ein Politthriller des britischen Schriftstellers Tom Rob Smith aus dem Jahr 2011. Er schließt nach den Romanen Kind 44 und Kolyma die Trilogie um den ehemaligen MGB-Offizier Leo Demidow ab, den es auf der persönlich motivierten Suche nach einem Mörder bis nach Afghanistan und in die Vereinigten Staaten verschlägt.

## Inhalt
Im Jahr 1950 fällt dem 27-jährigen MGB-Offizier Leo Demidow ein heikler Auftrag zu. Der bekannte afroamerikanische Sänger Jesse Austin, ein begeisterter Anhänger des Kommunismus, besucht die Sowjetunion. Um ihn für ihre Propaganda einzusetzen, will die sowjetische Führung ihrem Gast eine geschönte Realität vorgaukeln. Ausgerechnet den jungen Leo, einen der zu seiner Betreuung eingesetzten Agenten, pickt sich Austin als Vertrauten heraus. Um das sowjetische Bildungssystem zu studieren, besucht der Tross eine sowjetische Schule, in der Raisa unterrichtet, Leos spätere Ehefrau.
Im Juli 1965 herrscht nach wie vor Kalter Krieg zwischen der Sowjetunion und den Vereinigten Staaten. Ein unter dem Motto Schüler für den Frieden gegründetes Besuchsprogramm für Jugendliche soll ein Zeichen der Entspannung setzen. Mit einer sowjetischen Delegation reisen Raisa und ihre beiden Adoptivtöchter Soja und Elena nach New York, während der MGB-Aussteiger und jetzige Werksleiter Leo als politisch unzuverlässig gilt und keine Chancen hat, eine solche Auslandsreise genehmigt zu bekommen. Die 17-jährige Elena ist heimlich verliebt in Mikael Iwanow, der die Delegation als Propagandaoffizier begleitet. Von ihm lässt sie sich für eine geheime Mission einspannen, bei der sie Jesse Austin aufsucht, der in ärmlichen Verhältnissen in Harlem lebt. Der einstmals gefeierte Sänger ist in seiner amerikanischen Heimat nun als Kommunist verfemt und als Schwarzer diskriminiert. Er wird vom FBI überwacht und seine Karriere mit gezielten Verleumdungen ruiniert. Elenas naive Begeisterung für den Kommunismus überzeugt den enttäuschten Idealisten, sich am Abend zum UN-Hauptquartier zu begeben, wo ein Propagandafoto des Sängers inmitten russischer Jugendlicher geplant sei. Doch nach dem Konzert kommt es zu keinem Foto, sondern zur Ermordung Austins vor der versammelten Presse. Die Tatwaffe wird Elena zugesteckt, diese gemeinsam mit ihrer Mutter verhaftet, und Raisa auf dem Polizeirevier erschossen, als sie Jesses Frau Anna begegnet.
Amerikanische Medien spekulieren bald über eine Liebesaffäre zwischen Austin, dem seit Jahren Frauengeschichten nachgesagt werden, und Raisa, die dem Sänger bereits vor 15 Jahren in Moskau begegnet war. Die russische Lehrerin, so heißt es, habe nur an der Amerikareise teilgenommen, um ihren Geliebten wiederzutreffen und mit ihm ein gemeinsames Leben zu beginnen. Austin habe sie aber zurückgewiesen, woraufhin Raisa ihn aus gekränkter Liebe erschossen habe. Anna Austin habe ihren Mann gerächt und sei ihrerseits nach einem Schusswechsel mit der Polizei gestorben. Die Sowjetunion schließt sich der Hypothese einer Einzeltäterin an, um bloß keinen Verdacht aufkeimen zu lassen, eine Propagandaaktion sei außer Kontrolle geraten. Nur der am Boden zerstörte Leo Demidow will die Hintergründe des Attentats aufklären, wofür er keine andere Chance sieht, als auf irgendeine Weise nach New York zu gelangen.
Acht Jahre später scheitert ein Fluchtversuch Leo Demidows über die finnische Grenze. Er wird nach Afghanistan strafversetzt, wo er als Berater der sowjetfreundlichen Regierung die lokale Sicherheitspolizei schult. Weitere sieben Jahre später, nach der sowjetischen Intervention in Afghanistan, verrichtet er längst dieselbe schmutzige Arbeit wie einst als MGB-Agent, eine Tätigkeit, für die er sich verachtet und die er nur durch massiven Konsum von Opium ertragen kann. Einzig für seine Schülerin Nara Mir, deren naiver Einsatz für den Kommunismus ihn an seine Tochter Elena erinnert, bringt er Gefühle auf. Und als sein Vorgesetzter Hauptmann Waschtschenko die einzige Überlebende eines Bombenangriffs, ein kleines Mädchen namens Zabi, umbringen will, weil sie von den afghanischen Widerstandskämpfern als Symbol gegen die Unterdrückung verehrt wird, stellt sich Leo offen gegen die sowjetischen Invasoren. Er flieht mit Nara und Zabi zu den Mudschahedin, die ihm den Grenzübertritt nach Pakistan ermöglichen, wenn er sich im Gegenzug für amerikanische Unterstützung ihres Kampfes einsetzt.
Sechs Monate später haben Leo, Nara und Zabi in Amerika Asyl erhalten und leben in New York. Noch immer ist Leo besessen von der Suche nach dem Mörder seiner Frau. Nach langen vergeblichen Bemühungen gelingt es ihm schließlich, Jim Yates zu finden, jenen FBI-Agenten, der Austin überwachte und den Elena in ihrem Tagebuch als „Agent 6“ bezeichnete. Yates enthüllt Leo, dass der Anschlag von sowjetischer Seite geplant wurde, um den Mord an einem prominenten Kommunisten dem FBI in die Schuhe zu schieben. Elena war nur eine Schachfigur in dem Plan, die in vordergründigen Verdacht gebracht werden sollte, um Verschwörungstheorien zu befeuern. Obwohl Yates durch einen enttarnten sowjetischen Agenten namens Osip Feinstein bereits im Vorfeld von den Plänen wusste, verhinderte er sie nicht, weil er das Opfer wie alle Kommunisten hasste. Auf dem Polizeirevier kam es zur Konfrontation mit Anna Austin, doch deren Kugeln galten nicht Raisa, sondern Yates, den sie für den Mord an ihrem Mann verantwortlich machte. Der FBI-Agent erschoss sie und ließ die durch einen Fehlschuss verwundete Raisa verbluten, um ihr das Attentat anhängen zu können und sich selbst von jedem Verdacht reinzuwaschen. Der aufgebrachte Leo schießt Yates an und will ihn auf die gleiche Weise sterben lassen wie seine Frau. Als ihm klar wird, dass Raisa Mitleid gezeigt hätte, ruft er im letzten Moment den Notarzt.
Nachdem er die Wahrheit über den Tod seiner Frau herausgefunden hat, hält es Leo nicht mehr in Amerika. Er will nach Hause in die Sowjetunion zu seinen Töchtern und den glücklichen Momenten mit seiner Frau, obwohl ihm dort ein Prozess wegen Hochverrats droht. Keine Strafe kann ihn wirklich verletzen bis auf eine: Tag für Tag wird ihm im Moskauer Untersuchungsgefängnis der Besuch seiner Töchter in Aussicht gestellt und im letzten Moment versagt. Schließlich sucht ihn ein Mann auf, der sich als Mikael Iwanow zu erkennen gibt, jener Propagandaoffizier, der die Aktion in New York geleitet hatte, und der nun ein hohes Amt im Staat bekleidet. Iwanow zeigt ehrliche Reue und verspricht Leo, sich für den Besuch seiner Töchter einzusetzen. Als Soja und Elena am nächsten Tag in die Besuchszelle geführt werden, erlebt Leo einen Moment von Glück, an den er längst nicht mehr geglaubt hatte.

## Hintergrund

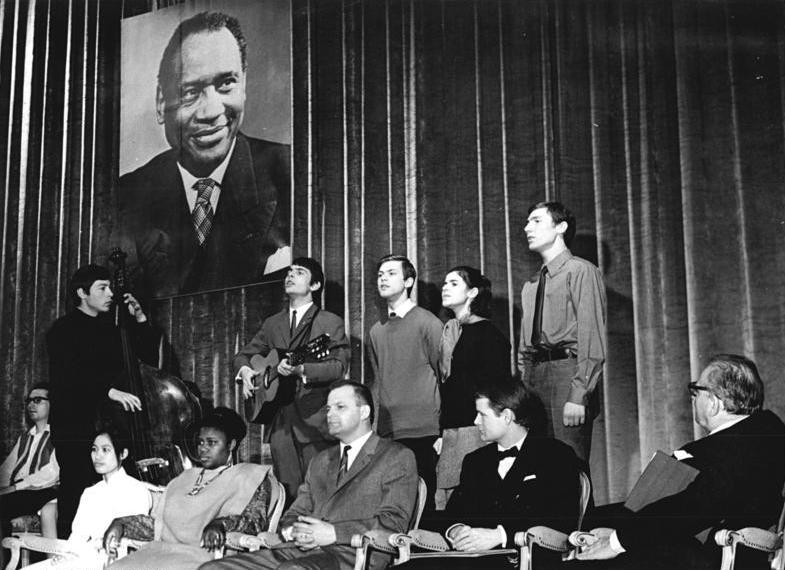
Festveranstaltung zum 70. Geburtstag Paul Robesons in der DDR

Laut Aussagen Tom Rob Smiths war die gesamte Trilogie um den MGB-Agenten Leo Demidow bis zu ihrem Abschluss in New York bereits zum Zeitpunkt der Entstehung von Kind 44 vorgezeichnet. Er versteht „alle drei Bände im Grunde als ein Buch“. Ein Grundprinzip seiner Romane sei, an jeder Figur „etwas Liebenswertes“ zu finden. So sei auch Jim Yates, der FBI-Agent in Agent 6, letztlich bloß ein fehlgeleiteter Idealist. Die Figur des kommunistischen Sängers Jesse Austin ist an das Leben Paul Robesons angelehnt. Durch die Arbeiterbewegung in Großbritannien politisiert wurde der amerikanische Schauspieler und Sänger zu einem Sympathisanten des Kommunismus und der Sowjetunion. In der McCarthy-Ära wurde er vor das Komitee für unamerikanische Umtriebe geladen. Die Kontroverse um seine politischen Ansichten beschädigte seine Karriere und er geriet zunehmend ins öffentliche Abseits. Heute gilt er als einer der Wegbereiter der schwarzen Bürgerrechtsbewegung.

## Rezeption
Für Jan Kanter ist Agent 6 ein „außergewöhnlich starker Thriller“ mit einfühlsam gezeichneten Figuren und einem „extrem spannenden Plot“ in einer „extrem verdichteten Sprache“. Eine „faszinierende Zeitreise“ führe den Leser „durch mehr als drei Jahrzehnte und rund um dem Globus“. Peter Twiehaus betont die Eindringlichkeit der Schilderung eines Systems „der ständigen Bespitzelung, in der Menschen zum Spielball von Staaten werden und Tagebücher schreiben tödlich sein kann.“ Auch für Martin Pieper gelingt es dem Autor, „eine Stimmung der Angst und des Misstrauens, die auch privatesten Bereiche des Lebens vergiftet, mit einem mitreißenden Thrillerplot“ zu verbinden. Dennoch sei Agent 6 der „schwächste Band der Serie, aber immer noch gut genug, um sich abzuheben von den Bergen an Kriminalliteratur“.

## Ausgaben
- Tom Rob Smith: Agent 6. Simon & Schuster, London 2011, ISBN 978-1-84737-568-1.
- Tom Rob Smith: Agent 6. Aus dem Englischen von Eva Kemper. Manhattan, München 2011, ISBN 978-3-442-54677-0.

## Hörbücher
- Agent 6. Hachette Audio, London 2012, ISBN 978-1-6111-3990-7 (11 CDs, gelesen von Dennis Boutsikaris).
- Agent 6. Lübbe Audio, Bergisch Gladbach 2011, ISBN 978-3-86717-784-9 (8 CDs, 600 Min., bearbeitete Fassung, gelesen von Dietmar Bär).